# Calvaín
Calvaín, también citado como Calvaiñ, Calvaiú o, en fuentes «blancas» de la época, también como Galbán, fue el cacique máximo del pueblo ranquel entre 1844 y su fallecimiento en 1857. Aunque mantuvo el poder durante trece años, es menos conocido que su padre y antecesor, Paine Guor, o que su hermano y sucesor, Mariano Rosas.
Acompañó a su padre en las campañas contra las provincias de Buenos Aires, Santa Fe, Córdoba y San Luis. A la muerte de su padre, organizó y presidió su entierro, que incluyó la matanza de decenas de mujeres de su tribu y de animales.
Durante los siguientes meses, mientras Calvaín negociaba la conservación de la paz con los gobiernos provinciales, el coronel unitario Manuel Baigorria, ya convertido en cacique, lanzaba un malón detrás de otro contra las provincias, con éxito variable; en términos generales, cuando la tribu de Pichún, hijo del legendario cacique Yanquetruz y establecido en Toay —cerca de la actual Santa Rosa— lo acompañaba, obtenía buenos resultados. De modo que las negociaciones no avanzaban, porque a su vez los ranqueles se negaban a entregar a Baigorria. En esta época apareció otro cacique, admirador del oficial unitario, a tal punto que se apodó Baigorrita, y también maloneó contra las poblaciones blancas.
Recién en el año 1846, Calvaín se decidió a detener las desobediencias: cuando el cacique Quechusdeo saqueó Achiras (Córdoba) para llevar ganado a vender a Chile, ordenó su arresto y la devolución de los vacunos. Como respuesta, el gobernador de Buenos Aires, Juan Manuel de Rosas, indultó a los exiliados unitarios; Felipe, Francisco y Juan Saá volvieron a su provincia de San Luis y Baigorria quedó casi solo en las tolderías. Poco después se reiniciaron las conversaciones de paz en Azul (Buenos Aires), pero Rosas exigió la entrega de Baigorria, y las discusiones se estancaron; diversas partidas de ranqueles continuaron atacando Buenos Aires y San Luis.
Calvaín se negó a respaldar a Rosas ante el Pronunciamiento de Urquiza, de 1851, y cuando el Restaurador fue derrotado en Caseros, al año siguiente, se unió al gobierno del Estado de Buenos Aires contra la Confederación Argentina. Manuel Baigorria fue nombrado comandante de la frontera sur de Córdoba y San Luis, y Calvaín se mantuvo en paz allí y en Buenos Aires. En 1855, el ministro de Guerra de Buenos Aires inició nuevamente la guerra de frontera con una ofensiva en el sur de la provincia, pero fue sorprendido y alcanzó a huir con sus hombres de casualidad. Lanzó después dos ofensivas más, una de ellas contra los ranqueles, pero éstos se refugiaron en lo más árido del desierto y contraatacaron, saqueando Rojas y Pergamino.
El coronel Emilio Mitre dirigió una nueva campaña contra los ranqueles, durante la cual fue perdiendo sus caballos, muertos de sed; obligado por este contratiempo, enterró sus piezas de artillería en un médano junto con las municiones y la pólvora. Las fuerzas de Calvaín lo siguieron de cerca en su huida y creyeron que en el médano habría escondido algo de valor, por lo que se pusieron a excavar bajo la dirección del cacique. La explosión de un barril de pólvora resultó en la muerte de varios indígenas, entre ellos el cacique Calvaín, el 23 de enero de 1858.
Fue sucedido en el mando de todos los ranqueles por su hermano Panguitruz Guor, conocido como Mariano Rosas.